# メルセデス・ベンツ・CLS

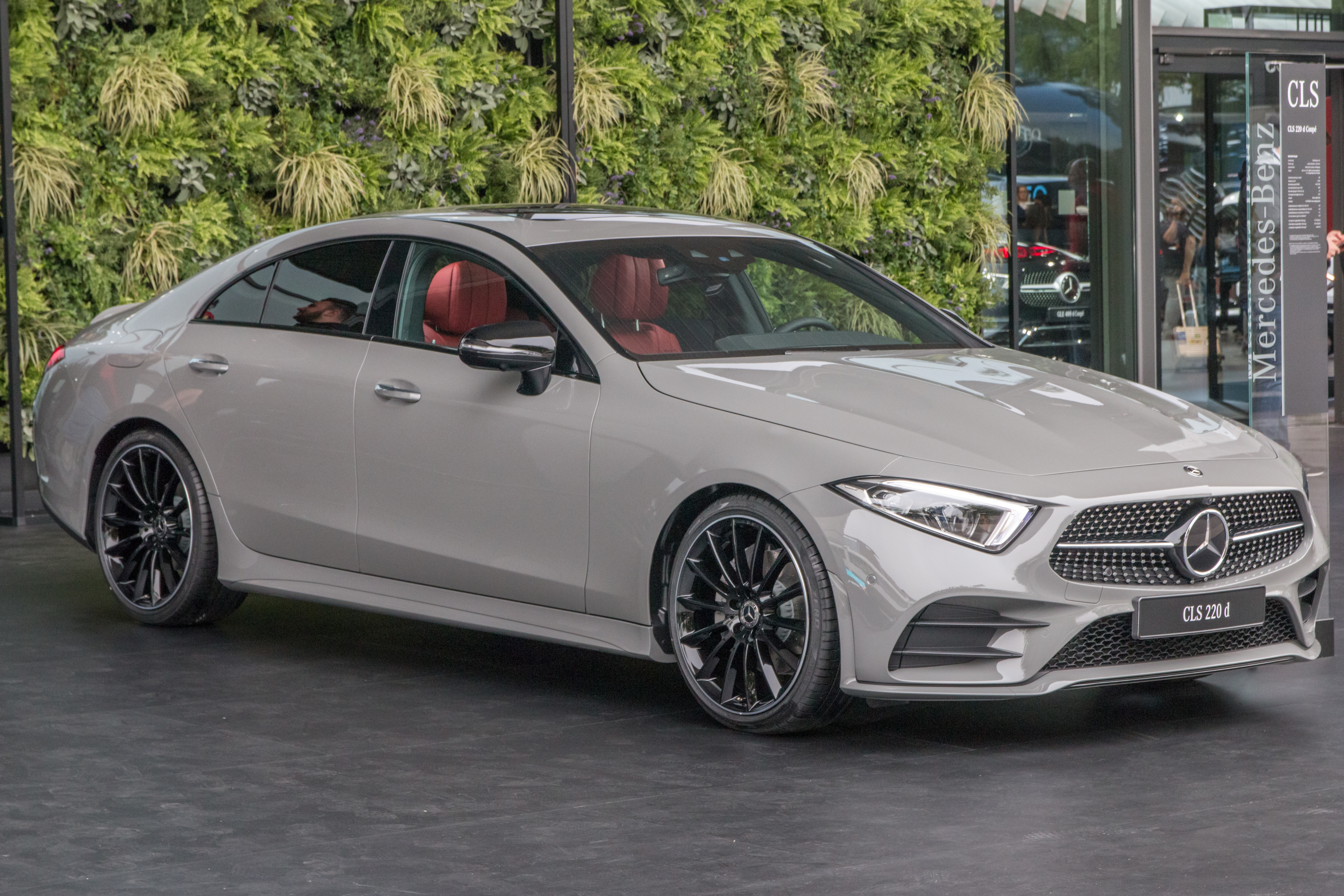
C257（欧州仕様・前期型）

メルセデス・ベンツ・CLS（Mercedes-Benz CLS）は、ドイツの自動車メーカーであるメルセデス・ベンツ・グループがメルセデス・ベンツブランドで展開していたEクラスをベースにした高級乗用車である。Eセグメントに属する。
4ドアハードトップ（サッシュレス）セダンおよびステーションワゴン型の乗用車であり、メルセデス・ベンツではこれを「4ドアクーペ」、および「シューティングブレーク」と呼称している。

## 概要
セダンながらクーペのようなエクステリアを特徴としており、サッシュレス4ドアが採用されている。先代Eクラスセダン（W211型）からの派生車両であり、シャーシおよび内装の基本部分を同車と共有する。全長と全幅は同車よりも大きいが、後部座席は2名用1マイルシートであり、乗車定員は4人、販売戦略上は実質1人乗り用途である。モデル名の「CLS」は、CLクラスとSクラスを掛け合わせたものである。
CLSの登場は、欧州の自動車メーカーからアウディ・A7、フォルクスワーゲン・CCやポルシェ・パナメーラ、BMW・X6、BMW・6シリーズグランクーペといった追従モデルを生んだ。
以前は、CLSクラス（CLS-Class）と呼ばれていたが、2015年の新規則による車名変更が適用され、名称が改められた。

## 初代 W219（2005年-2010年）

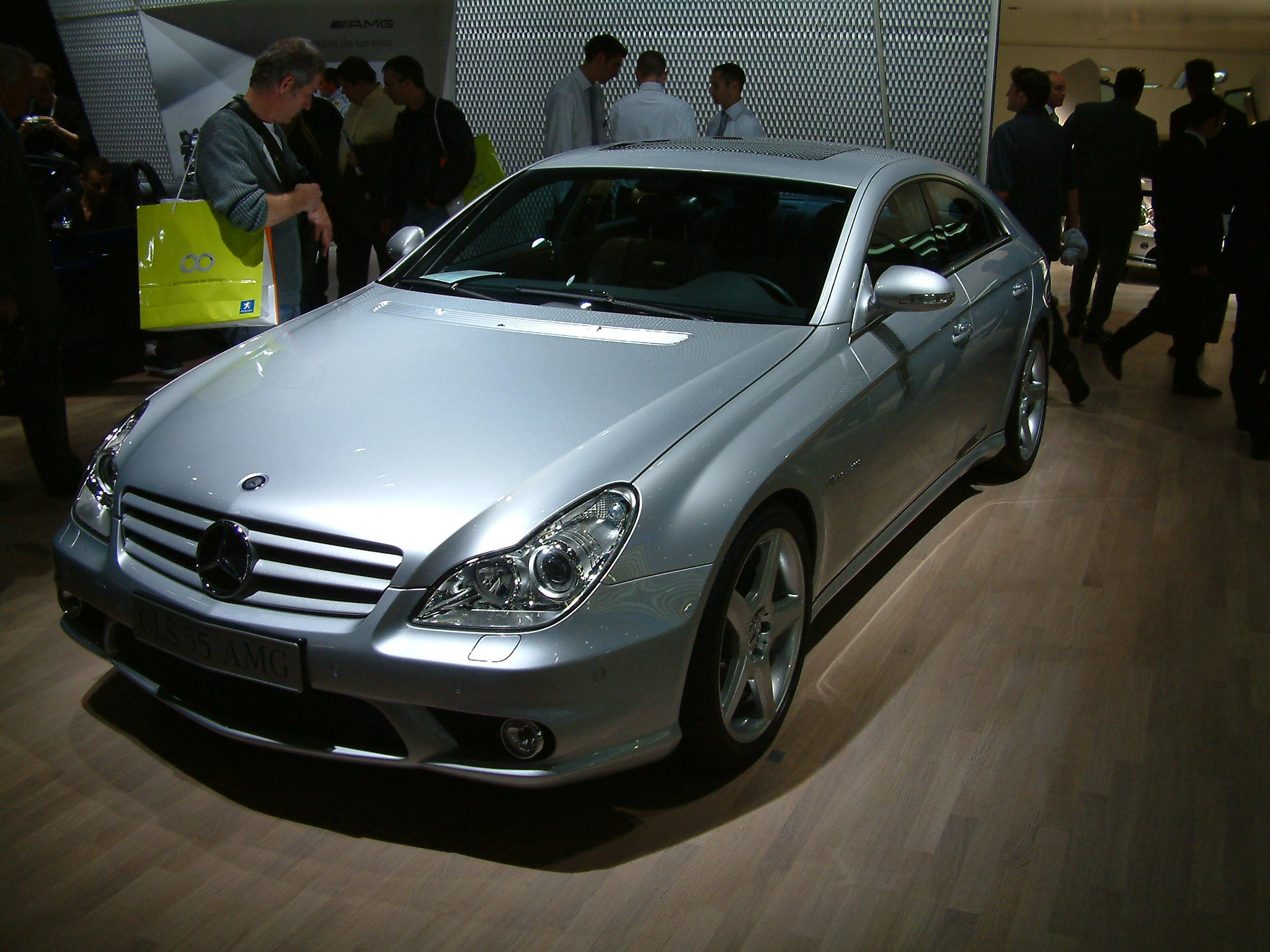
CLS55 AMG

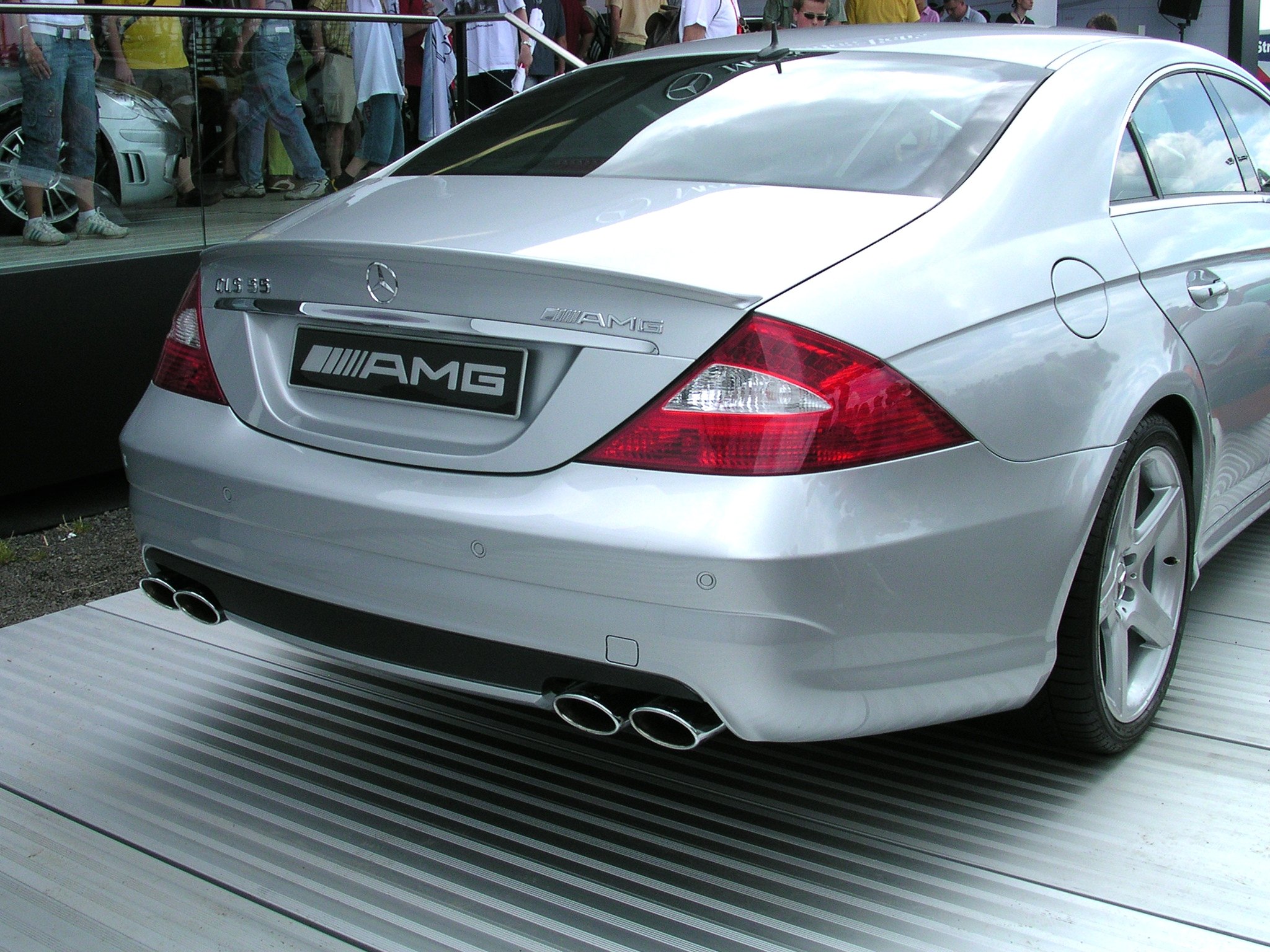
CLS55 AMG、リア

2004年のサロン・アンテルナショナル・ド・ロトで量産型が発表された。欧州市場では2004年秋より発売開始となり、下記の日本導入モデルに加えて、3.0L V6ディーゼルエンジンを積む「CLS320 CDI」がある。
2006年2月、時計メーカーのIWCとのコラボレーションモデルである「CLS55 AMG IWC INGENIEUR」を世界限定165台で発売した。塗装や内装が特別仕様となり、オーナーにはオリジナルの腕時計がプレゼントされる。

### 世界最速の4ドア車のベース車として
メルセデス・ベンツ専門のチューニングメーカー、ブラバスがCLSをベースにBRABUS CLS-V12S ROCKETを開発、発売した。この車輌はブラバス特製のメルセデス・ベンツ・M275型をベースにしたV型12気筒ツインターボエンジンやブレーキなどを搭載し、最大出力730PS/5,100rpm、最大トルク110kg・m/2,100rpm〜2,900rpmを発生する。0-100km/h加速が4.0秒、最高速度は365.71km/hという記録によって、世界最速の4ドア車としてギネスブックに登録されている。

### 日本での販売
2005年2月から販売が開始され、まず「CLS350」「CLS500」「CLS55 AMG」が導入された。AMGモデルである「CLS55 AMG」にはAMG製の強化ブレーキや、専用のエアサスペンションが装備されていた。
2006年9月、マイナーチェンジ。「CLS500」「CLS55 AMG」が廃止され、「CLS550」「CLS63 AMG」が新たに設定された。全車が7速AT（7G-TRONIC）である。「CLS63 AMG」にはAMGが独自開発した6.3L V8エンジンが搭載され、強化ブレーキ、専用のエアサスペンション、パドルシフトが装備された。また、「CLS63 AMG」には専用デザインのアルミホイールや本革ステアリングが装着される「パフォーマンスパッケージ」が、「CLS550」「CLS350」にはAMG製のエアロパーツ、アルミホイールやパドルシフト（加えて「CLS350」には「CLS550」に標準装備のエアサスペンション）を装備する「スポーツパッケージ」が存在する。
| 日本でのグレードおよびスペック | 日本でのグレードおよびスペック             | 日本でのグレードおよびスペック | 日本でのグレードおよびスペック | 日本でのグレードおよびスペック | 日本でのグレードおよびスペック | 日本でのグレードおよびスペック |
| グレード                       | エンジン                                   | 排気量                         | 最高出力・最大トルク           | 変速機                         | 駆動方式                       | 販売期間                       |
| ------------------------------ | ------------------------------------------ | ------------------------------ | ------------------------------ | ------------------------------ | ------------------------------ | ------------------------------ |
| CLS55 AMG                      | 113AMG型 V型8気筒 SOHCスーパーチャージャー | 5,438cc                        | 476PS/71.4kg・m                | 5速AT                          | FR                             | 2005年2月-2006年9月            |
| CLS500                         | 113型V型8気筒SOHC                          | 4,965cc                        | 306PS/46.9kg・m                | 7Gトロニック                   | FR                             | 2005年2月-2006年9月            |
| CLS63 AMG                      | 156型V型8気筒DOHC                          | 6,208cc                        | 514PS/64.2kg・m                | 7Gトロニック                   | FR                             | 2006年9月-2011年5月            |
| CLS550                         | 273型V型8気筒DOHC                          | 5,461cc                        | 387PS/54.0kg・m                | 7Gトロニック                   | FR                             | 2006年9月-2011年5月            |
| CLS350                         | 272型V型6気筒DOHC                          | 3,497cc                        | 272PS/35.7kg・m                | 7Gトロニック                   | FR                             | 2005年2月-2011年5月            |

## 2代目 C218（2011年-2018年） X218（2012年-2018年）
2010年8月、発表。
デザインは、3代目SLKクラスからの新しいデザイン言語に沿ったものとなる。ドイツ本国では、4気筒および6気筒のディーゼル版と6気筒のガソリン版が発売され、追って8気筒ガソリン版（CLS 500/550）およびAMG版（63 AMG）が追加された。
2012年6月29日、シリーズ初のステーションワゴンモデルとしてCLSシューティングブレークを発表した。テールランプのデザイン上、開口部は狭くなるが荷室容量は最大1550Lの容量を得ている。シューティングブレークの特徴の一つである荷室の木製の床は、桜の木を使用したオプションの「デジーノウッドフロア」仕様。

### 日本での販売
2011年2月から販売が始まり、まず「CLS350 ブルーエフィシェンシー」と「CLS63 AMG」が導入された。
なお、「CLS350 ブルーエフィシェンシー」は2011年5月に型式取得され、日本国内初の「平成21年度排出ガス基準+75%（☆☆☆☆）」を達成。あわせて、「平成22年度燃費基準+15%」も同時に達成した（なお、ガラス・スライディングルーフかAMGスポーツパッケージを装着した場合「平成22年度燃費基準+25%」達成となる）。
同年10月24日、新たに「CLS550 ブルーエフィシェンシー」を追加。エンジンは従来の5.5Lから4.7Lにダウンサイジングしつつ、最先端テクノロジーを駆使することで最高出力・最大トルク共に向上。さらに、7速AT「7G-TRONIC PLUS」やECOスタートストップ機能（アイドリングストップ機能）も備えることで燃費も上昇した。
2012年1月16日、2代目モデルの日本発売から1周年を記念した特別仕様車「CLS350 ブルーエフィシェンシー designo Limited」を発売。「CLS350 ブルーエフィシェンシー」をベースに、最上位の「CLS63 AMG」に設定されているdesignoレザーを特別設定するとともに、人気の高いAMGスポーツパッケージとガラス・スライディングルーフを標準装備した。同年2月15日受注分までの期間限定販売となる。
同年8月22日、一部改良を実施。安全支援システム「レーダーセーフティーパッケージ」とリアシートヒーターを新たに標準装備し、「CLS350 ブルーエフィシェンシー」、「CLS550 ブルーエフィシェンシー」は後席分割可倒式シートも標準装備された。ボディカラーにはオプションカラーのマンガナイトグレーを追加したほか、一部オプションパッケージの値下げも行った。
同年10月12日、5名の乗員スペースと最大容量1,550Lのラゲッジルームを確保した「スポーツ クーペツアラー」をコンセプトとしたステーションワゴンモデル「CLSシューティングブレーク」を発売。グレード体系は「CLS350 ブルーエフィシェンシー シューティングブレーク」、CLS初の4MATIC（フルマチック四輪駆動システム）搭載グレード「CLS550 4MATIC ブルーエフィシェンシー シューティングブレーク」、ハイパフォーマンスグレード「CLS63 AMG シューティングブレーク」の3グレードを用意。併せて、「CLS63 AMG シューティングブレーク」には「CLSシューティングブレーク」の発売を記念してAMGパフォーマンスパッケージ、designo DINAMICA ブラックルーフライナー、専用フロアマットを装備し、内装色にdesigno プラチナホワイトパールを採用した特別仕様車「CLS63 AMG シューティングブレーク Edition 1」を発売（50台の限定販売）。
2013年5月9日、ハイパフォーマンスモデルの「CLS63 AMG」を一部改良。従来の左ハンドルから右ハンドルに変更し、最高出力・最大トルク共に向上。さらに、縦列駐車時のステアリング操作をサポートする「アクティブパーキングアシスト」を追加。併せて、新開発のパフォーマンス志向四輪駆動機構「AMG 4MATIC」を搭載し、スポーツ走行時のトラクション性能を高めた4WD車「CLS63 AMG 4MATIC」・「CLS63 AMG 4MATIC シューティングブレーク」、ターボエンジンに専用チューニングを施し、従来オプション設定されていた「パフォーマンスパッケージ」を超える圧倒的な動力性能を実現した「CLS63 AMG S」・「CLS63 AMG S 4MATIC」・「CLS63 AMG S 4MATIC シューティングブレーク」の計5モデルを追加した。
2014年1月16日、新グレードとして、「CLS350 Sports」を追加発売。クーペ・シューティングブレーク両方に設定され、「AMGスポーツパッケージ（フロントスポイラー、リアスカート）」に加え、スクエアデザインのツインクロームエグゾーストエンドや新デザイングレーペイントを施した18インチ5スポークアルミホイールを採用した。なお、納車は同年4月下旬以降となるため、同年4月1日からの消費税率引き上げに伴う新税率（8%）が適用されるが、他のグレードの増税後の車両本体価格を考慮しても、既存の「CLS 350」とほぼ変わらない価格設定となっている。また、セットオプションである「AMGスポーツパッケージ」に関しては装備内容の見直しを行うとともに、本体価格を大幅に値下げしたため、増税分を加味しても16.8万円の大幅値下げとなった。
同年10月10日、クーペ・シューティングブレークともにマイナーチェンジ。コーナー進入時・脱出時にステレオマルチパーパスカメラからの情報を基に外側に最大12°旋回するロービームが進行方向をあらかじめ照射するアクティブライトシステムを備えた高解像度・高精度のマルチビームLEDヘッドランプを全車に標準装備。クーペの「CLS 550」はトランスミッションを変更し、変速比幅を大きくすることでエンジン回転数を全体的に抑制し、すぐれたエネルギー効率と快適な走りを実現するとともに、ダイレクト感とすばやいシフトチェンジも実現する9速AT「9G-TRONIC」を搭載。また、改良型のレーダーセーフティーパッケージも全車に標準装備したほか、COMANDシステムも改良を行い、8インチディスプレイを新たに採用するとともに、Wi-Fiでのテザリング機能を追加し、内蔵地図とGoogle マップとの切替や目的地の検索時にGoogle ストリートビューを用いて目的地周辺の画像が確認できるようになった。併せて、グレード体系を大幅に整理し、クーペは「CLS 550」・「CLS 63 AMG S」・「CLS 63 AMG S 4MATIC」の3モデルに。シューティングブレークは「CLS 550 4MATIC」と「CLS 63 AMG S 4MATIC」の2モデルに集約され、これにより63AMGグレードのシューティングブレークはFRタイプが消滅し、全て四輪駆動モデルとなった。
2015年2月18日、新グレードの「CLS 400」を追加。2014年10月のマイナーチェンジ時に廃止した「CLS 350 Sports」に搭載されていた276型をツインターボ仕様で搭載することで最高出力・最大トルク向上による優れた動力性能と「平成21年排出ガス基準50%低減レベル（☆☆☆）」認定取得並びに「平成27年度燃費基準+10%」を達成する環境性能を両立した。装備面では19インチAMGマルチスポークアルミホイールなどをはじめとしたAMGライン、「AIRMATICサスペンション」、マルチビームLEDヘッドライトなどを標準装備した。本グレードはクーペ・シューティングブレーク共に設定される。
同年3月31日、クリーンディーゼル車の「CLS 220」を追加。日本向けモデルで初投入となる、ピエゾインジェクターを用いたコモンレール直噴や2ステージターボチャージャーなどを採用した2.2L直列4気筒BlueTECエンジン651型を搭載したことで、最高出力177PS/最大トルク400Nmの動力性能と、クーペは「平成32年度燃費基準+10%」、シューティングブレークは「平成32年度燃費基準+20%」を達成する燃費性能を両立した。なお、このモデルは2014年10月のマイナーチェンジに伴って廃止された「CLS 350」に替わるエントリーモデルとして位置づけられる。

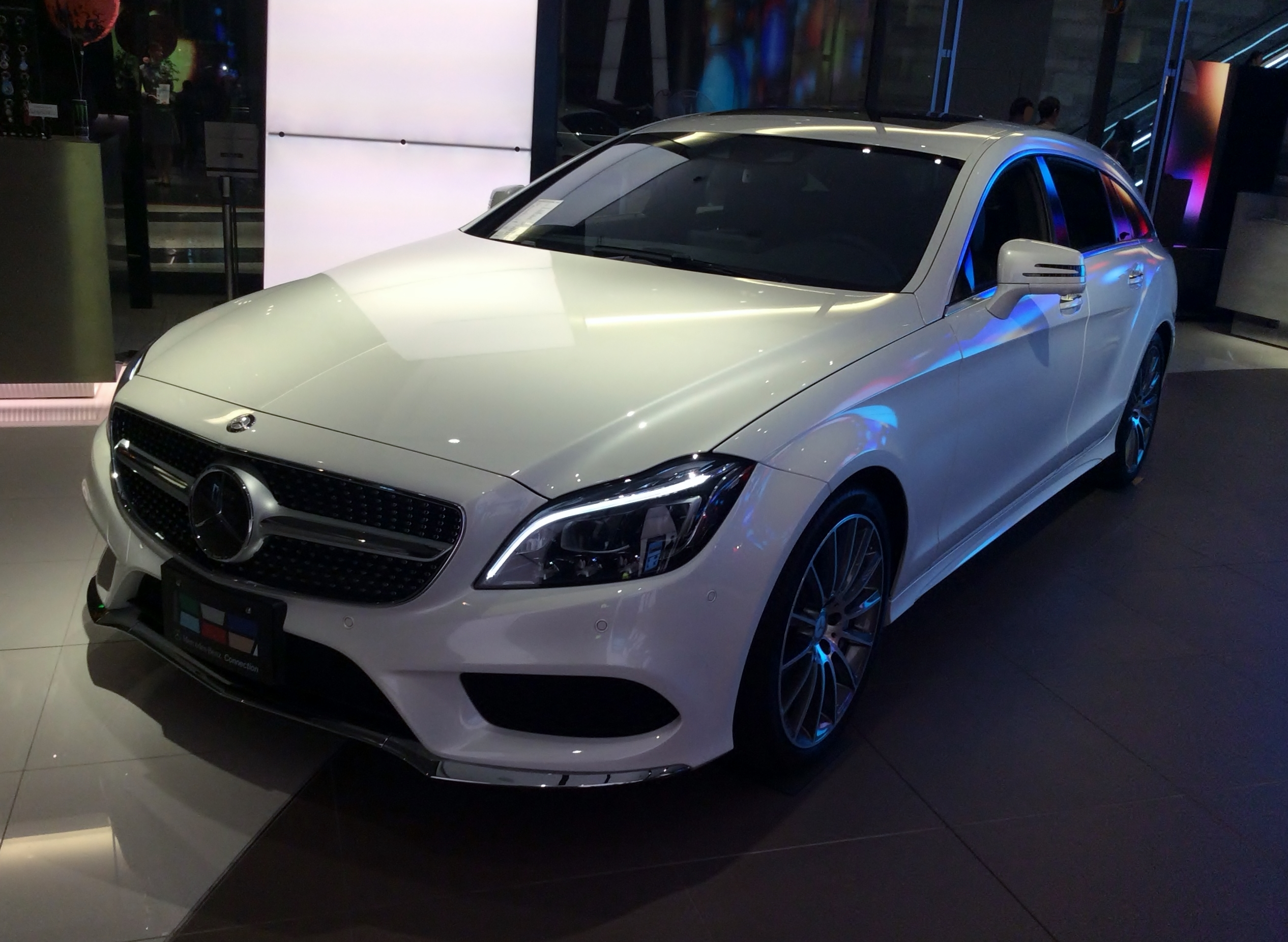
CLS550 4MATIC シューティングブレーク (後期型)
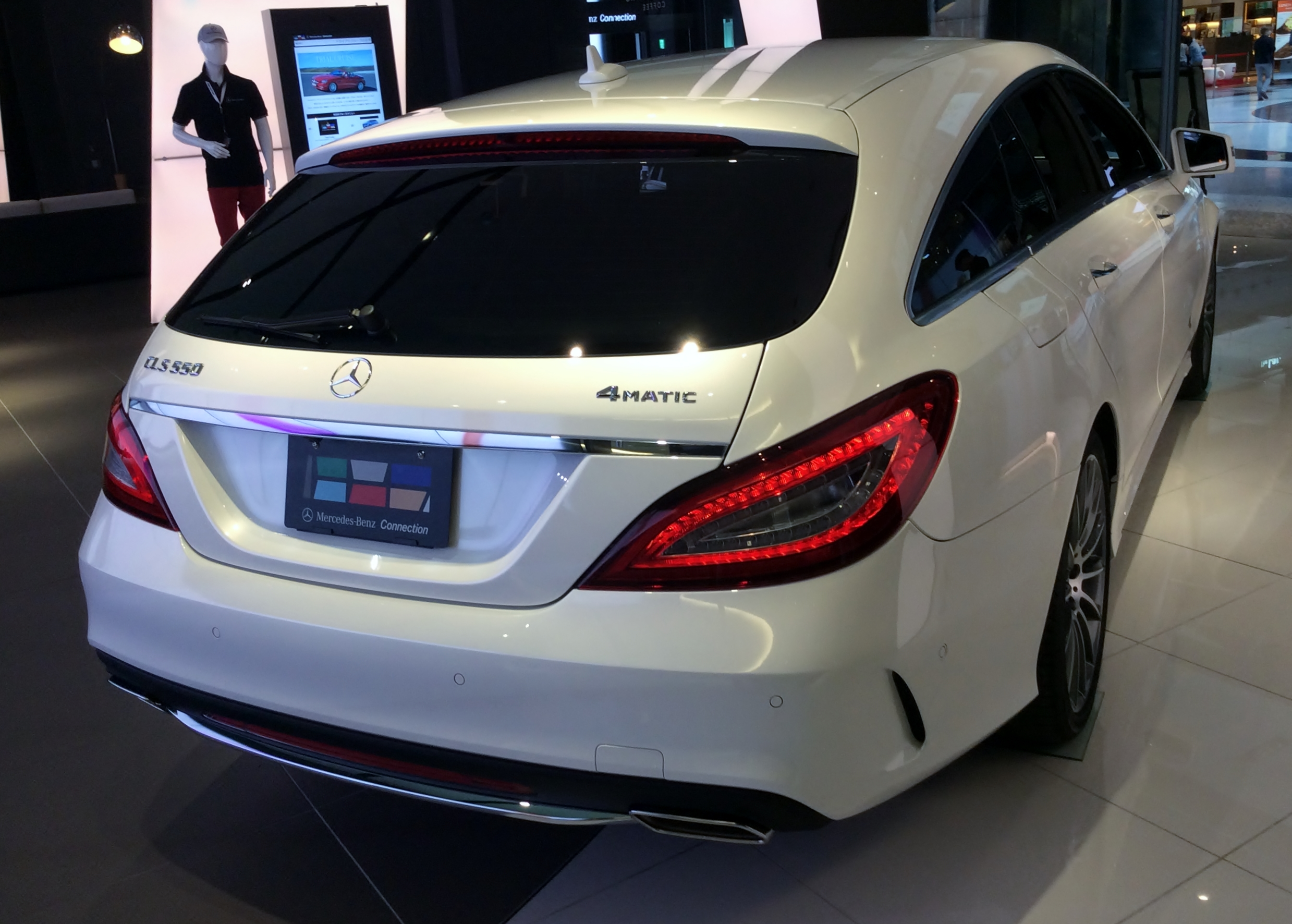
CLS550 4MATIC シューティングブレーク (後期型、リア)
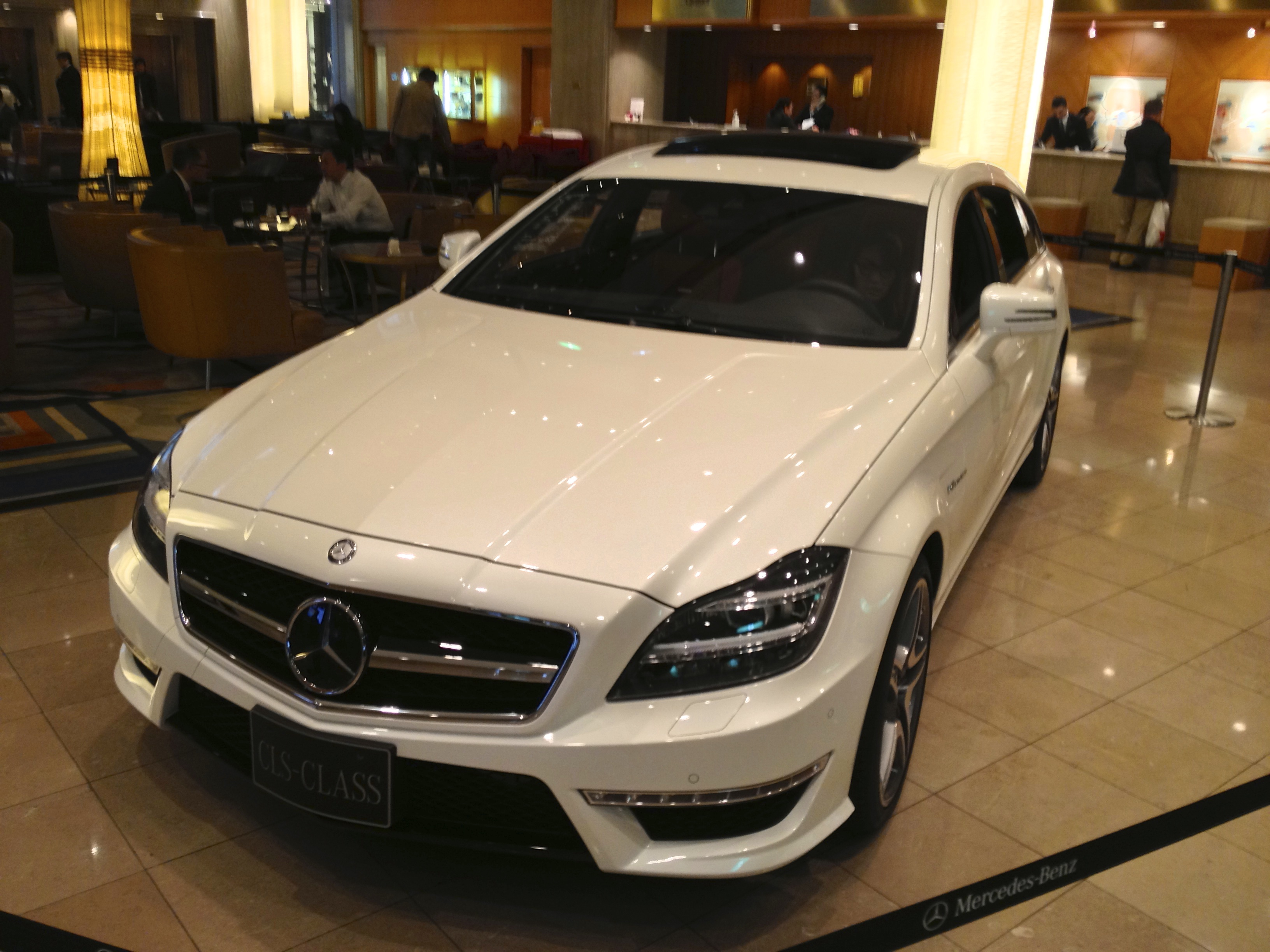
CLS63 AMG (前期型)
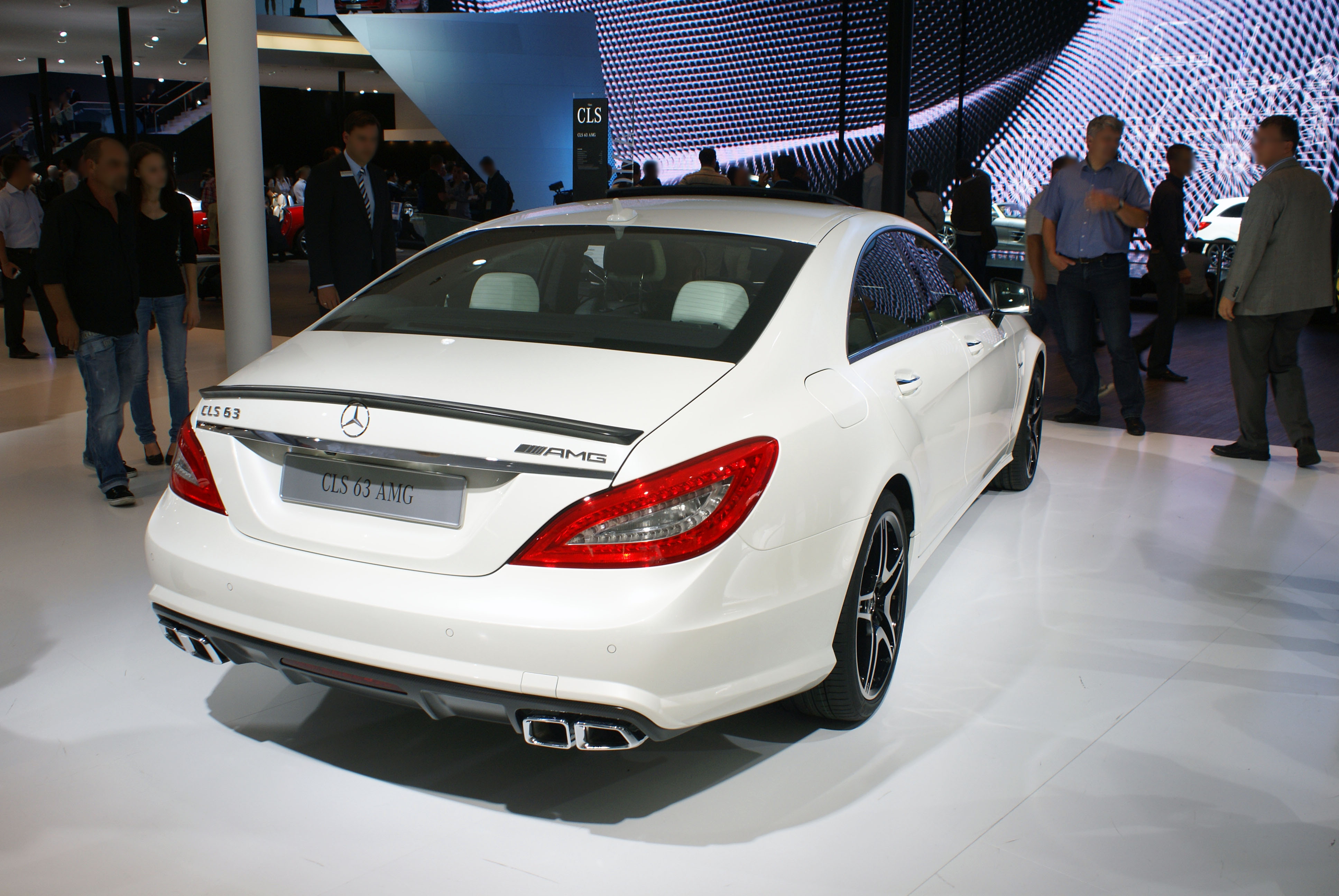
CLS63 AMG (前期型、リア)

| 日本でのグレードおよびスペック                                           | 日本でのグレードおよびスペック      | 日本でのグレードおよびスペック | 日本でのグレードおよびスペック | 日本でのグレードおよびスペック | 日本でのグレードおよびスペック | 日本でのグレードおよびスペック                                               |
| グレード                                                                 | エンジン                            | 排気量                         | 最高出力・最大トルク           | 変速機                         | 駆動方式                       | 発売時期                                                                     |
| ------------------------------------------------------------------------ | ----------------------------------- | ------------------------------ | ------------------------------ | ------------------------------ | ------------------------------ | ---------------------------------------------------------------------------- |
| CLS 63 AMG                                                               | 157型 V型8気筒 DOHCツインターボ     | 5,461cc                        | 525PS/71.4kg・m                | AMGスピードシフト7速-MCT       | FR                             | 2011年5月 - 2013年4月                                                        |
| CLS 63 AMG                                                               | 157型 V型8気筒 DOHCツインターボ     | 5,461cc                        | 557PS/73.4kg・m                | AMGスピードシフト7速-MCT       | FR                             | 2013年5月 - 2014年10月                                                       |
| CLS 63 AMG Shooting Brake                                                | 157型 V型8気筒 DOHCツインターボ     | 5,461cc                        | 524PS/71.3kg・m                | AMGスピードシフト7速-MCT       | FR                             | 2012年10月 - 2014年10月                                                      |
| Mercedes-AMG CLS 63 S                                                    | 157型 V型8気筒 DOHCツインターボ     | 5,461cc                        | 585PS/81.6kg・m                | AMGスピードシフト7速-MCT       | FR                             | 2013年5月 - 2018年6月                                                        |
| CLS 63 AMG 4MATIC CLS 63 AMG 4MATIC Shooting Brake                       | 157型 V型8気筒 DOHCツインターボ     | 5,461cc                        | 557PS/73.4kg・m                | AMGスピードシフト7速-MCT       | 4WD                            | 2013年5月 - 2014年10月                                                       |
| Mercedes-AMG CLS 63 S 4MATIC Mercedes-AMG CLS 63 S 4MATIC Shooting Brake | 157型 V型8気筒 DOHCツインターボ     | 5,461cc                        | 585PS/81.6kg・m                | AMGスピードシフト7速-MCT       | 4WD                            | 2013年5月 - 2018年6月                                                        |
| CLS 550                                                                  | 278型 V型8気筒 DOHCツインターボ     | 4,663cc                        | 408PS/61.2kg・m                | 7Gトロニックプラス             | FR                             | 2011年10月 - 2014年10月                                                      |
| CLS 550                                                                  | 278型 V型8気筒 DOHCツインターボ     | 4,663cc                        | 408PS/61.2kg・m                | 9Gトロニック                   | FR                             | 2014年10月 - 2018年6月                                                       |
| CLS 550 4MATIC Shooting Brake                                            | 278型 V型8気筒 DOHCツインターボ     | 4,663cc                        | 408PS/61.2kg・m                | 7Gトロニックプラス             | 4WD                            | 2012年10月 - 2018年6月                                                       |
| CLS 400 CLS 400 Shooting Brake                                           | 276型 V型6気筒 DOHCツインターボ     | 3,497cc                        | 333PS/48.9kg・m                | 7Gトロニックプラス             | FR                             | 2015年2月 - 2016年6月                                                        |
| CLS 400 CLS 400 Shooting Brake                                           | 276型 V型6気筒 DOHCツインターボ     | 3,497cc                        | 333PS/48.9kg・m                | 9Gトロニック                   | FR                             | 2016年6月 - 2018年6月                                                        |
| CLS 350 Sports CLS 350 Shooting Brake Sports                             | 276型 V型6気筒 DOHC                 | 3,499cc                        | 306PS/37.7kg・m                | 7Gトロニック                   | FR                             | 2014年1月 - 2014年10月                                                       |
| CLS 350 CLS 350 Shooting Brake                                           | 276型 V型6気筒 DOHC                 | 3,499cc                        | 306PS/37.7kg・m                | 7Gトロニック                   | FR                             | クーペ 2011年5月 - 2014年10月 シューティングブレーク 2012年10月 - 2014年10月 |
| CLS 220 BlueTEC CLS 220 BlueTEC Shooting Brake                           | 651型 直列4気筒 DOHC2ステージターボ | 2,142cc                        | 177PS/40.8kg・m                | 7Gトロニックプラス             | FR                             | 2015年3月 - 2018年6月                                                        |

## 3代目 C257型（2018年-2023年）
2017年11月29日、オンラインで発表。ベースはEクラス（W213）であるが、全長・全幅ともに、こちらの方が若干大きい。
2018年1月、デトロイト自動車ショーで実車が公開された。全長は5mに達し、同時期のBMW・7シリーズやBMW・8シリーズ相当の大型な車体となった。
フロント部分のデザインは、先代モデルから大きく変更された部分の一つである。台形型の大型グリルに尖ったヘッドライトの特徴的なデザインは、オグロメジロザメをモチーフにしている。CLSは、このデザインを採用したベンツ車両の第一弾であり、このデザインは、後にAクラス（W177）やCLA（C/X118）にも継承されていった。
外装は、プレスラインやエッジなどは極力省いたシンプルなデザインとなっている。デザイン責任者はロバート・レズニックである。ダッシュボードからドアに至るまで乗員を囲むように湾曲したグレーのウッドパネルが張り巡らされており、艶消し仕上げで浮かび上がった木目が上質感を高めている。また。LEDによる室内イルミネーション（アンビエントライト）も広範囲に配置された。ダッシュボードには、ジェットエンジンをモチーフにデザインされたエアアウトレットが6基配置され、64色の中から指定した色で発光させることができるほか、エアコンの設定温度などによっても自動的に色彩が変更されるシステムとなっている。内装色は、ベンガルレッドやマキアートグレーやマサラブラウンなど全6色が用意された。
後部座席の頭上クリアランスは、座席の座面を深くえぐり取ることで確保されており、低い車高にも関わらずリヤシートの居住性は良好に確保されている。乗員定員は、後席に3人座れるようになったため、5名乗車が可能となった。トランク容量は、5mもの全長のおかげで490ℓの容量を誇り、40：20：40の分割可倒式バックレストを使えば、長尺ものの積載も可能としている。
運転支援機能は、ドライバーの異常を感知すると路肩に自動で停止する「アクティブエマージェンシーストップアシスト」やウインカー操作だけで自動的に車線変更してくれる「アクティブレーンチェンジングアシスト」などが搭載された。周囲の交通状況に応じて、自動加減速とステアリングアシストを行う『アクティブディスタンスアシスト・ディストロニック＆アクティブステアリングアシスト』など、Sクラスと同等の安全装置を備え、最高峰の安全性能を実現する「レーダーセーフティパッケージ」を全車に標準装備とした。ヘッドライトは「デジタルライト」が装備され、マイクロミラーで動作するLEDチップを使用してナビの行先を前方の道路に投影する技術も搭載している（日本では国内法の関係で、非機能化されている）。

### 日本での販売
2018年6月25日、約7年ぶりとなるフルモデルチェンジが発表され、同日より発売が開始された。キャッチコピーは、「デザインの未来をまとう。」である。
2代目に引き続いて設定される、FRのディーゼルターボ車の「CLS 220 d Sports」（799万円）と、ガソリンエンジン車の「CLS 450 4MATIC Sports」（1038万円）の2モデルが設定された。「CLS 450 4MATIC Sports」の直列6気筒ガソリンエンジンには、9速ATとの間に48Vのバッテリーと組み合わされるISG（最高出力16ps、最大トルク250Nm）が搭載された。ISGはオルタネーターやスターター機能を兼ねる電気モーターで、低速時のトルクを補い、また、エンジンのアイドリングを520rpmという低い回転で安定させることに役立っている。「CLS 450 4MATIC Sports」は4WDのみであり、エアサスが標準装備され、左ハンドル・右ハンドルの両方が日本へ導入された。ディーゼル車は、JC08モードでも18.6km/lの高燃費を記録し、アジリティコントロールサスペンションが標準装備となり、右ハンドル仕様のみが日本へ導入された。
全車に、液晶メーターとナビ画面が繋がったツインモニターのワイドディスプレイが標準装備される。運転席正面のモニターは、12.3インチの大型ディスプレイが採用され、ナビ画面はタッチパネル式を採用した。エクスクルーシブパッケージ（58万1000円）／ガラススライディングルーフ（15万6000円）などのオプションが設定された。「エクスクルーシブパッケージ」を選択すると、ナッパレザーのシートや可変ダンパー付きエアサスペンション、Burmesterサラウンドサウンドシステムがセットで装着された。ヘッドアップディスプレイは、パッケージオプションであった。
2018年9月6日、メルセデスAMGモデルとなる「Mercedes-AMG CLS 53 4MATIC+」を追加することが発表され、受注受付が開始された（同年10月以降に納車予定）。機能面では、リモートパーキングアシストが廃止となり、代わりにワイヤレスチャージングが追加された。
2020年9月28日、一部改良（CLS 220 d Sports、CLS 450 4MATIC Sportsは2021年1月以降順次納車予定）。対話型インフォテインメントシステム「MBUX  （メルセデス・ベンツ・ユーザー・エクスペリエンス）」が標準装備されたほか、運転支援システムは『アクティブブレーキアシスト（歩行者/飛び出し/右折時対向車検知機能付）』と、停車時（エンジンを停止している場合は、停止から3分間作動）に時速2km以上で後方から歩行者や自転車、自動車などが近づいている場合、ドアミラー外側の警告表示灯が赤く点灯し、その状態で乗員がドアハンドルに手をかけた場合に音と表示で乗員に警告する『アクティブブラインドスポットアシスト（降車時警告機能付）』を採用し、最新システムへアップデートされた。
2021年9月9日、マイナーチェンジが発表され、予約注文が開始された。外観はフロントグリルが変更となり、「CLS 220 d Sports」と「CLS 450 4MATIC Sports」は台形型にマットクローム仕上げの小さなスリーポインテッド・スターを無数に散りばめられたシングルルーバータイプの「スターパターングリル」に、「Mercedes-AMG CLS 53 4MATIC+」は縦にルーバーが入ったAMG専用ラジエーターグリルへそれぞれ変更。「CLS 450 4MATIC Sports」はホイールサイズが19インチから20インチへサイズアップされた。内装ではステアリングホイールが最新世代へアップデートされ、ステアリングリムには静電容量式センサーを備えたパッドが採用され、ハンドル把持の感知がトルク感応式から静電式に変更された。装備面ではヘッドアップディスプレイが採用され、「CLS 450 4MATIC Sports」・「Mercedes-AMG CLS 53 4MATIC+」にはドアクロージングサポーターが追加された。併せて、発売記念特別仕様車「Mercedes-AMG CLS 53 4MATIC+ Edition 1」も設定。「ナイトパッケージ」及び「ナイトパッケージII」の装備により、ラジエーターグリル、リアエンドのスリーポインテッド・スター、モデル名バッジが専用のダーククローム仕上げとなり、内装にはカーボンインテリアトリムが採用された。世界限定300台で、日本では、カシミアホワイトマグノ30台、セレナイトグレー20台の計50台となる。
2022年12月13日、12Vバッテリーの固定方法が不適切なことによる事故などの衝突時の負荷に耐えられない可能性がある為、リコールを届出。
2023年8月、ドイツのジンデルフィンゲン工場における、Eクラス（W214）の生産能力を確保するため、生産を終了した。CLSの直接的な後継車はなく、EQEセダンが間接的な後継車と位置づけられている。
| 日本でのグレードおよびスペック | 日本でのグレードおよびスペック    | 日本でのグレードおよびスペック | 日本でのグレードおよびスペック | 日本でのグレードおよびスペック | 日本でのグレードおよびスペック | 日本でのグレードおよびスペック | 日本でのグレードおよびスペック |
| グレード                       | エンジン                          | 排気量                         | 最高出力・最大トルク           | 電動機                         | 変速機                         | 駆動方式                       | 発売時期                       |
| ------------------------------ | --------------------------------- | ------------------------------ | ------------------------------ | ------------------------------ | ------------------------------ | ------------------------------ | ------------------------------ |
| CLS 220 d Sports               | OM654型 直列4気筒 DOHCターボ      | 1,949cc                        | 194PS/40.8kg・m                | -                              | 9速AT                          | FR                             | 2018年6月 -                    |
| CLS 450 4MATIC Sports          | M256型 直列6気筒 DOHCツインターボ | 2,966cc                        | 367PS/51.0kg・m                | EM0014型 交流同期電動機        | 9速AT                          | 4WD                            | 2018年6月 -                    |
| Mercedes-AMG CLS 53 4MATIC     | M256型 直列6気筒 DOHCツインターボ | 2,966cc                        | 435PS/53.0kg・m                | EM0014型 交流同期電動機        | 9速AT                          | 4WD                            | 2018年9月 -                    |

### 海外での販売
日本市場では、上記3グレードのみであったが、海外市場では、CLS260（M264E15 1.5Lガソリンエンジン+48Vマイルドハイブリッド）やCLS350（M264 2Lガソリンターボ+ISG）、CLS300d（OM654 2Lディーゼルエンジン+ISG）やCLS350d、CLS400dが販売された。CLS350dとCLS400dは、OM656 直列6気筒ツインターボディーゼルエンジンとISGによるマイルドハイブリッドシステムが搭載され、330-340馬力を発揮した。